# Zayas Editora
A Zayas Editora nasceu em 2000, surgindo da necessidade de leitura informada de e para gays/lésbicas/bissexuais e transexuais.

## Objectivo
Desde o lançamento do primeiro livro, em Junho de 2000, esta editora caminha em direcção ao objectivo de fortalecer e informar a comunidade LGBT portuguesa. Propõe-se editar em português alguns dos melhores títulos internacionais para a comunidade LGBT que dignifiquem e tragam alguma luz tanto à comunidade como às pessoas interessadas nesta temática.

## Catálogo
Os catálogos incluem artigos de editoras nacionais e internacionais:
- Livros
- Vídeos
- DVDs
- Livros de Fotografias
- Postais
- Artigos diversos